# Juan Bautista Castagnino
Juan Bautista Castagnino (Rosario, 23 de abril de 1884 - Buenos Aires, 17 de julio de 1925) fue un comerciante y coleccionista argentino. Es considerado como un destacado promotor de la cultura artística argentina en general, y rosarina en particular. Fue mecenas y protector de grandes artistas.
Fue el primer hijo de José Castagnino y Rosa Tiscornia, y heredó las aptitudes comerciales de su padre, más una apasionada inclinación por las bellas artes.
A principios de julio de 1925, mientras se afeitaba, sufrió un insignificante corte en el cuello. Estando en Buenos Aires (adonde había ido a revisar unas alfombras de la India), inconscientemente se rascó la herida olvidando que no se había lavado las manos. Los efectos fueron trágicos: padeció una infección generalizada (todavía no existían los antibióticos en aquella época) y falleció por el efecto de una septicemia a los 41 años de edad.

## La Fundación Castagnino
El Museo Municipal de Bellas Artes Juan B. Castagnino lleva su nombre en homenaje al apoyo que otorgó en vida a numerosos artistas. El edificio fue construido y donado por su madre, Rosa Tiscornia, e inaugurado el 7 de diciembre de 1937.
En 1977, por iniciativa de la familia Castagnino, se constituyó la Fundación Museo Municipal “Juan B. Castagnino” con la misión de cooperar con la dirección del museo para acrecentar su patrimonio.